# Koninklijke Maatschappij De Schelde

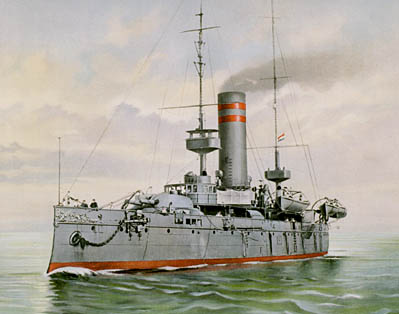
Pantserschip Evertsen

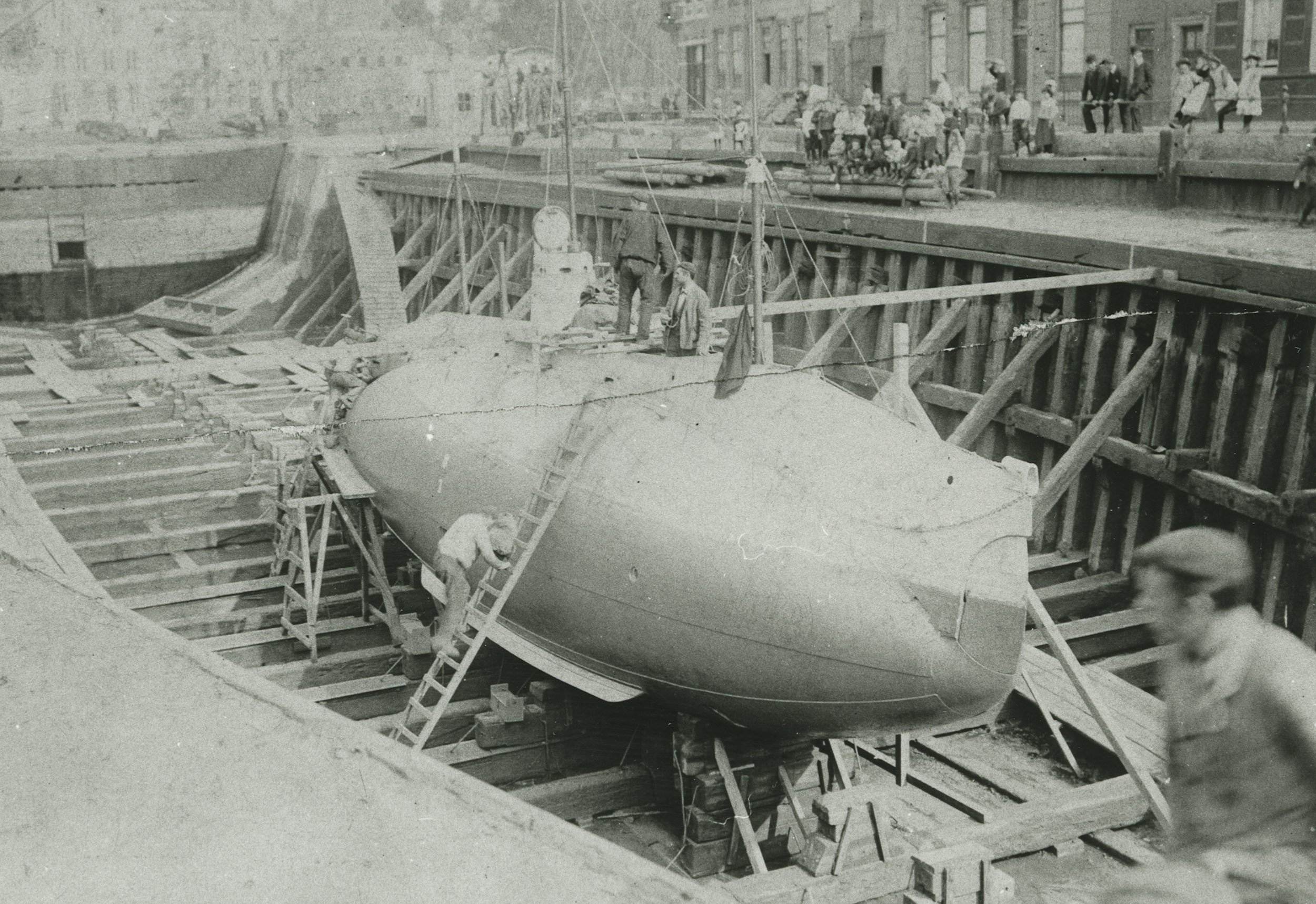
De onderzeeboot O 1 in het Dokje van Perry (1905)

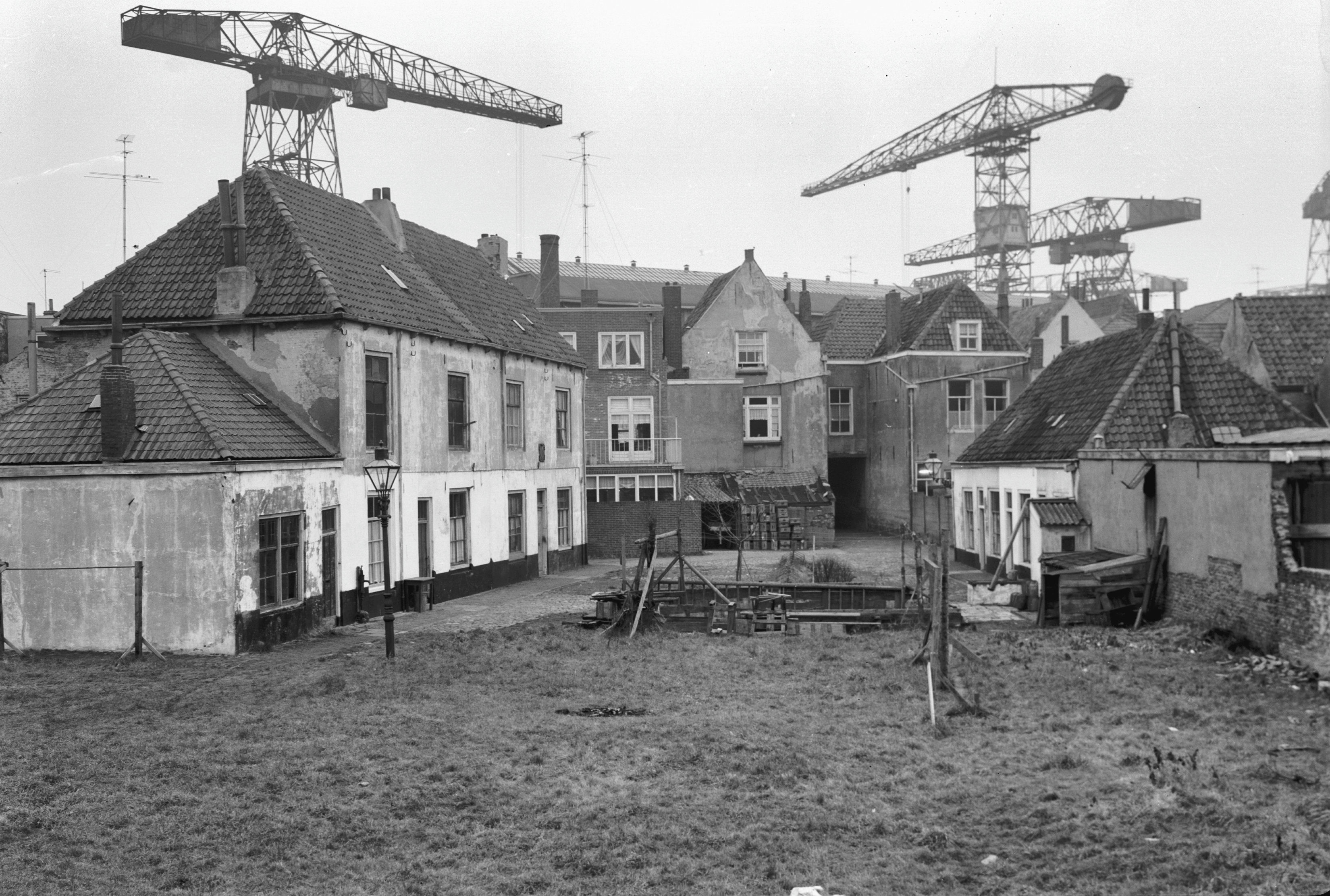
De werf lag dicht op de binnenstad. Complete wijken, zoals De Tachtig Plagen, werden opgeofferd aan de scheepswerf.

De Koninklijke Maatschappij De Schelde was van 1875 tot 1983 een scheepswerf annex machinefabriek in de Zeeuwse stad Vlissingen.

## Voorloper
In Vlissingen lag binnen de verdedigingswallen de uit 1609 daterende admiraliteitswerf. Na de komst van de Fransen werden de vervallen terreinen en gebouwen hersteld. In december 1809 werd de gehele werf, na de weinig succesvol verlopen Walcherenexpeditie, door de Engelsen bij hun vertrek vernield. De Fransen herstelden de werf en in 1814 vond een forse uitbreiding plaats. Op de terreinen van de voormalige admiraliteitswerf werd de bestaande 'Werf van Uitrusting' verbeterd en uitgebreid. Aan het noordwestelijk gelegen deel van het dok werden terreinen aangekocht en ingericht voor de nieuwbouw van schepen, de 'Werf van Aanbouw'. Deze twee werven vormden samen het marine-etablissement. Tussen 1817 en 1861 werden hier 61 schepen gebouwd voor de Koninklijke Marine.
In 1867 werd besloten de marinevloot te vernieuwen met pantserschepen die op Nederlandse werven zouden worden gebouwd. Dit noodzaakte de scheepsnieuwbouw te concentreren en de keuze viel hierbij op Amsterdam. Een deel van het personeel van Vlissingen werden overgeplaatst naar de andere Rijkswerven, de rest ontslagen of ging met pensioen. Op 1 oktober 1868 werd het beheer van de terreinen van het voormalige marine-etablissement overgedragen aan de Dienst der Domeinen.
In 1865 kwam de marine-ingenieur Bruno Joannes Tideman met het plan om een scheepsbouwbedrijf te realiseren op de marinewerf. Dit plan vond geen doorgang. In 1873 werd Tideman door koning Willem III uitgenodigd met een nieuw plan te komen. De ingenieur wist scheepsbouwer Arie Smit er toe te brengen de werf van het Rijk over te nemen.

## Geschiedenis KMS
Het bedrijf werd op 8 oktober 1875 opgericht als NV Koninklijke Maatschappij De Schelde (KMS). De Schelde hield zich in de loop der jaren naast met scheepsbouw en scheepsreparatie ook bezig met de vervaardiging van machines, (stoom)ketels, motoren, stoomturbines, vliegtuigen en lichtmetalen producten.
Het eerste bouwnummer van de werf was een vissloep, De Zeeuw. In 1878 kreeg het de eerste opdracht van de Koninklijke Marine, voor de bouw van een spartorpedoboot. Een belangrijke volgende opdracht was het ramtorenschip Hr.Ms. Evertsen (3400 ton) dat op 29 september 1894 te water werd gelaten. Drie jaar later volgde het pantserdekschip Hr.Ms. Zeeland. In 1905 bouwde de werf, op eigen initiatief, een onderzeeboot die een jaar later door de marine werd overgenomen en dienst deed als Hr.Ms. O 1. 
Voor de bouw van de marineschepen had de werf al ervaring opgedaan met schepen voor de koopvaardij. In 1882 werden de eerste schepen gebouwd voor de Koninklijke Rotterdamsche Lloyd, de Batavia en Soerabaja. De Stoomvaart-Maatschappij Nederland plaatste ook orders net als de Koninklijke Paketvaart Maatschappij.
In 1927 werd een nieuwe sluis gebouwd, de schepen werden groter en de oude sluis werd een belemmering. In 1939 kwam het nieuwe Eilanddok gereed, naast dit dok kwamen drie hellingen. Deze zijn tijdens de Tweede Wereldoorlog zwaar beschadigd, maar na de oorlog hersteld. Voor de oorlog was de Willem Ruys in aanbouw, maar deze werd pas kort na de oorlog afgeleverd. 
Begin jaren 1950 kreeg het de opdracht voor de bouw van twee onderzeebootjagers van de Hollandklasse en twee van de Frieslandklasse. In 1950 kreeg het uit de Sovjet-Unie een order voor drie schepen met een versterkte romp en in 1954 kwam een vervolgopdracht voor nog eens drie schepen. In 1953 werd het passagiersschip MS Kungsholm geleverd aan de Swedish American Line.
De reparatie van schepen vond plaats op het terrein in de binnenstad. In 1960 kocht De Schelde echter een terrein van 115 hectare aan in het Zuid-Sloe ten oosten van Vlissingen. In 1961 werd begonnen met de bouw van een nieuwe reparatiewerf in de Sloehaven. Er kwamen twee reparatiedokken, tot 32.000 ton en 20.000 ton, en een insteekhaven met een totale kadelengte van een halve kilometer. De werf bood aanvankelijk werk aan 500 medewerkers. Op 4 mei 1964 werd Scheepsreparatiewerf Scheldepoort in gebruik genomen. Dit project vergde een investering van 35 miljoen gulden. In de loop der jaren werden meerdere drijvende dokken in gebruik genomen. Per jaareinde 1964 telde De Schelde 3279 personeelsleden.
In 1965 besloot men tot een fusie met de NV Rotterdamsche Droogdok Maatschappij (RDM) en de NV Motorenfabriek Thomassen in De Steeg. Op 4 maart 1966 resulteerde dit in het nieuwe bedrijf Rijn-Schelde Machinefabrieken en Scheepswerven NV (RSMS), al bleven de drie bedrijven onder de eigen naam verdergaan. RSMS telde toen bijna 8500 werknemers. Op 1 januari 1971 sloot, onder druk van de Nederlandse overheid, de Verolme Verenigde Scheepswerven NV zich hierbij aan en ontstond Rijn-Schelde-Verolme Machinefabrieken en Scheepswerven NV (RSV). Over 1970 behaalde RSV een omzet van 1,1 miljard gulden, waarvan het aandeel Rijn-Schelde ƒ 541 miljoen was.
Op 4 oktober 1975 werd het honderdjarig bestaan gevierd met, onder andere, de tewaterlating van het Noorse autotransportschip Höegh Trigger. Dit markeerde het voorlopig einde van de civiele scheepsbouw op de werf en de focus kwam duidelijk te liggen op de bouw van marineschepen. KMS legde toen de laatste hand aan de twee geleidewapenfregatten, Hr.Ms. De Ruyter en Hr.Ms. Tromp. De scheepsbouw concentreerde zich op een terrein in de binnenstad van Vlissingen. Ruim 400 schepen werden daar gebouwd, aanvankelijk op traditionele langshellingen, later vaak vanuit moderne, overdekte scheepsbouwhallen.

### Machine-, ketel- en motorenbouw
De Schelde beschikte vanaf het begin over een eigen machinefabriek waar stoommachines en een ketelmakerij waar stoomketels werden gebouwd, zowel ten behoeve van de schepen die men zelf bouwde als voor andere opdrachtgevers. In 1878 kwam daar een ijzergieterij bij. In 1902 startte men met de vervaardiging van Parsons-stoomturbines in licentie en vanaf circa 1915 bouwde het bedrijf Sulzer-dieselmotoren. In 1957 kwam een samenwerking tot stand met NV Machinefabriek Breda v.h. Backer & Rueb op het gebied van stoomketelbouw.
In 1981 kwam er een afsplitsing van de machinefabriek waarbij de productie van motoronderdelen een handelsonderneming werd welke verder ging onder de naam Schelde Marine Services. De handel werd later voortgezet als Damen Schelde Marine Services dat naast onderdelen van Sulzer-dieselmotoren uit de periode 1915-1981 ook onderdelen van een aantal andere merken ging aanbieden.

### Nevenactiviteiten

#### Vliegtuigbouw
Door de economische crisis in de jaren 1930 zag De Schelde zich genoodzaakt zich ook op andere markten dan schepen te richten. Men besloot de failliete boedel van meubelfabrikant Pander over te nemen, inclusief ingenieur Theo Slot. Men richtte een afdeling vliegtuigbouw op in Dordrecht. Die ontwikkelde een sportvliegtuig, de S.12. Deze was door een constructiefout dermate zwaar dat er in plaats van de drie beoogde passagiers maar plek was voor een. Er werd slechts een exemplaar van de vliegmachine gebouwd.
Naar aanleiding van het succes van Henry Mignets 'Pou-du-Ciel' liet de Schelde de Scheldemusch ontwerpen, het eerste Nederlandse vliegtuig met een neuswiel. Het werd een bescheiden succes. Naar aanleiding daarvan ontwierp Theo Slot de Scheldemeeuw een vliegbootje gebaseerd op de Scheldemusch. Dit werd voor De Schelde een testvliegtuig voor de latere licentiebouw van de Dornier Do 24K. Uiteindelijk werden bij De Schelde alleen de vleugels, motorgondels en tanks gebouwd. Het geheel werd in elkaar gezet bij Aviolanda. Tijdens de Tweede Wereldoorlog bleef men onderdelen leveren voor de Dornier Do 24K; het type was in gebruikt bij de Duitse Seenotdienst.
In 1946 moesten Fokker, Aviolanda en De Schelde samenwerken om overheidssteun te kunnen ontvangen. In 1949 werd deze samenwerking alweer ontbonden. In 1954 ging de vliegtuigbouw van De Schelde alsnog op in Fokker, waarbij de vliegtuigafdeling in Vlissingen werd gesloten. Men bouwde nog de Saab 91 Safir in licentie.

#### Vliegtuigtypen
- S.12 (eenpersoons sportvliegtuig, laagdekker, eenmotorig propeller) 
Bedoeld als driepersoons sportvliegtuig. Maar door een constructiefout werd het te zwaar. Eén exemplaar gebouwd.
- Scheldemusch (eenpersoons sportvliegtuigje, dubbeldekker, eenmotorig met duwpropeller) 
Dit was een heel licht vliegtuigje waarvan er zes gebouwd zijn. De Britse luchtmacht had interesse om het vliegtuig in licentie te bouwen, maar de promotie liep uit op een crash.
- Scheldemeeuw (eenpersoons vliegbootje, dubbeldekker, eenmotorig duwpropeller) 
Diende als testmodel voor de in licentie te bouwen Dornier Do.24K.
- S.20 (vierpersoons lesvliegtuig/luchttaxi, laagdekker, dubbele staartboom, eenmotorig duwpropeller) 
Eén prototype gebouwd. Tijdens de Tweede Wereldoorlog door de Duitsers getest en vernietigd.
- S.21 (jachtvliegtuig, laagdekker, dubbele staartboom, eenmotorig duwpropeller) 
Gebaseerd op de S.20. Het prototype is nooit afgebouwd en door de Duitsers in beslag genomen.

#### Lichtmetalen producten
In 1958 richtte De Schelde de NV Scheldebouw te Rotterdam op voor het fabriceren van lichtmetalen producten zoals aluminium. De afdeling aluminiumproducten verhuisde in 1978 naar een industrieterrein te Middelburg, waar de gebouwen van een failliet bedrijf waren overgenomen. Scheldebouw maakt aluminium gevels, binnenwanden en daken. Sinds 1995 is Scheldebouw onderdeel van de Permasteelisa Group.

#### Bussenbouw
De Schelde bouwde in de jaren na de bevrijding ook aluminium carrosserieën voor Crossley-bussen, ontworpen door Verheul en bestemd voor de NS en diens dochterondernemingen. Ook voor een aantal particuliere openbaarvervoerbedrijven vervaardigde De Schelde in die periode bussen. Twee exemplaren zijn als museumbus bewaard gebleven, namelijk de gerestaureerde en rijvaardige NBM 1108 (Crossley/De Schelde 1947) bij de Stichting Veteraan Autobussen in Pijnacker en de nog niet gerestaureerde Marnedienst 53 (Dodge/De Schelde 1946) bij het Nationaal Bus Museum in Hoogezand.

#### Autoassemblage
In de jaren 1960 assembleerde De Schelde enige tijd Hino Contessa-personenauto's.

## Koninklijke Schelde Groep
Na de ondergang en de ontvlechting van Rijn-Schelde-Verolme (RSV) namen het Rijk en de Provincie Zeeland de aandelen over in 1983. In mei 1983 werd Koninklijke Maatschappij De Schelde weer een zelfstandig bedrijf. Voor 3300 mensen was er werk op de werf. De Provincie Zeeland stak vijftig miljoen gulden in het bedrijf en kreeg daarmee een aandelenbelang van 10%. 
Na deze herstart volgde al snel nieuwe opdrachten. In maart 1984 kreeg KMS de voorlopige opdracht voor de bouw van vier multipurpose-fregatten voor de Koninklijke Marine. In 1984 kreeg het bedrijf ook een grote civiele order voor de bouw van de ketels voor de nieuwe kolencentrale in Borssele. De Provinciale Zeeuwsche Electriciteits-Maatschappij (PZEM) verleende deze order ter waarde van ƒ 200 miljoen. Over 1984 behaalde KMS een winst van ƒ 11 miljoen.
In 1990 was het bedrijfsresultaat van KMS voor het eerst sinds jaren negatief geworden. De scheepsreparatie leverde minder op en verder werd er minder geïnvesteerd in de chemische industrie. De vooruitzichten waren somber en ook in 1991 kampte het bedrijf met een gebrek aan opdrachten en bij een reorganisatie gingen 200 arbeidsplaatsen verloren.
Vanaf 1991 werd de bedrijfsnaam Koninklijke Schelde Groep BV (KSG) geïntroduceerd. in 1993 leed het bedrijf een verlies van ƒ 58 miljoen. Dit was voornamelijk het gevolg van een grote reorganisatie, zo'n 15% van de banen verdwenen bij KSG en het bedrijf had hiervoor een last genomen van ƒ 80 miljoen. De Schelde wilde zich concentreren op de scheepsbouw en scheepsreparatie, energieconversie en procesindustrie. Deze vier activiteiten leverden in 1993 ongeveer 80% van de omzet op. Op 25 april 1994 tekende KSG een groot contract van ƒ 200 miljoen voor de bouw van een amfibisch transportschip, de Zr.Ms. Rotterdam. In november 1994 werd Scheldebouw in Middelburg verkocht aan het Italiaanse Permasteelisa.
Omstreeks 1993 werd duidelijk dat de Nederlandse staat en de provincie van KSG af wilden. Ze zochten een nette afwikkeling en namen hiervoor vier à vijf jaar de tijd. Een beursnotering voor KSG werd niet uitgesloten, maar een overname was ook mogelijk.
In 2000 werden de aandelen verkocht aan de Damen Shipyards Group te Gorinchem. De Koninklijke Schelde Groep werd, onder de naam Damen Schelde Naval Shipbuilding, een van de vele werkmaatschappijen van dit scheepbouwconglomeraat, met als specialisatie de bouw van grotere vaartuigen voor marine- en patrouilledoeleinden voor (semi)overheden in de gehele wereld.

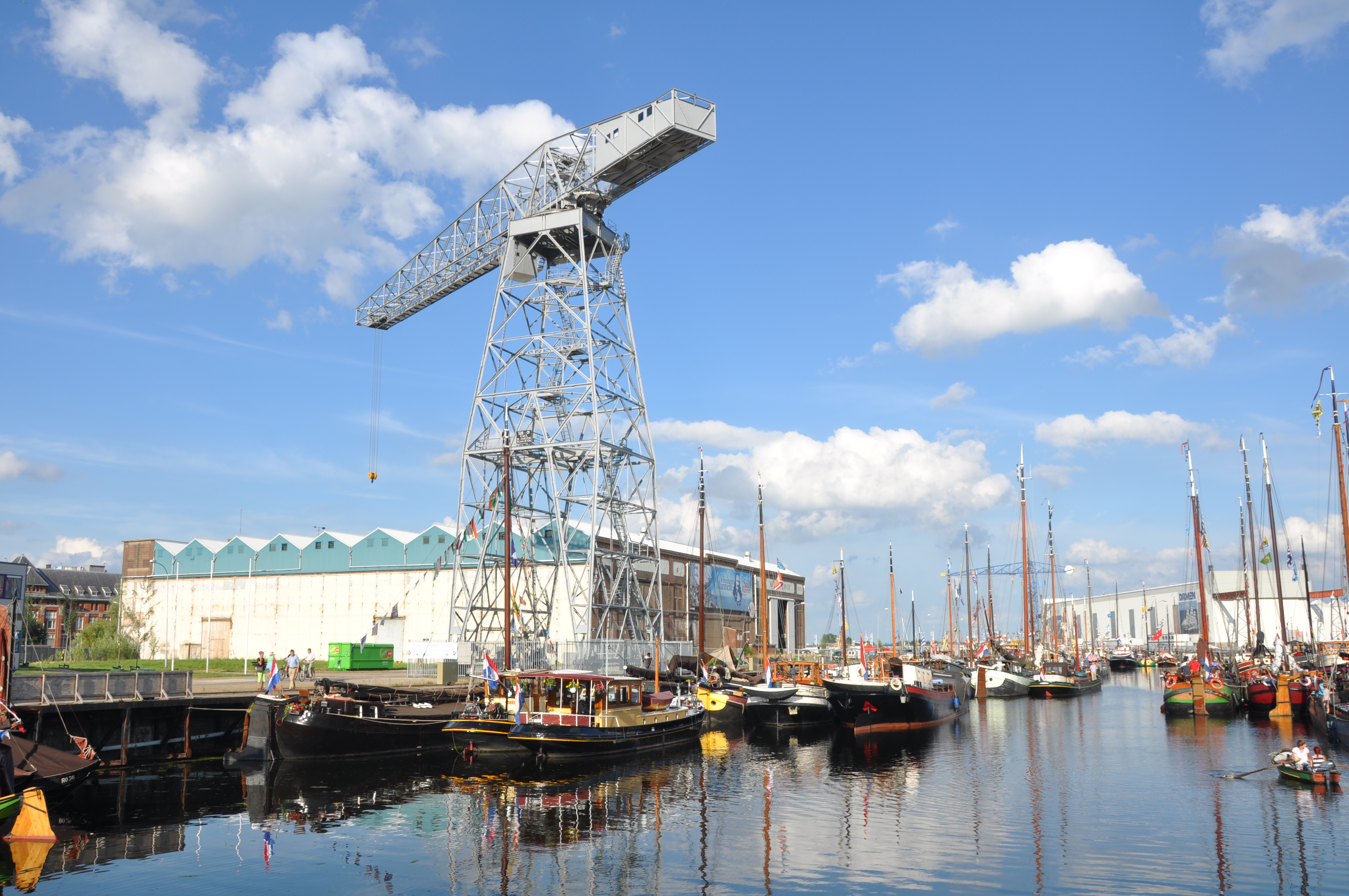
De Scheldekraan uit 1950

Naast de Scheldpoort in Oost-Vlissingen bezette Damen slechts een beperkt deel van het immense Schelde-terrein in Vlissingen. De activiteiten zijn geconcentreerd op Het Eiland en het overige werd aangekocht door de gemeente Vlissingen. Vanaf 2012 werd het niet door Damen bezette deel van de Scheldewerf ontwikkeld onder de naam Scheldekwartier.
Een van de vele karakteristieke kranen werd bewaard als monument.
Uit het jaarverslag 2023 van Damen bleek dat een oppervlakte van 64 hectare van de werf in Vlissingen voor € 80 miljoen verkocht was. Het ging hierbij om herfinancieringen in verband met tegenvallers met betrekking tot de Europese sancties tegen Rusland.

## Archieven
Een groot deel van de archieven van de Koninklijke Maatschappij De Schelde (KMS) zijn opgenomen in het Zeeuws Archief. In december 2023 werden de archieven bovendien ingeschreven in het Nederlands Memory of the World Register.
Het Museum Scheldewerf heeft de geschiedenis van de werf als onderwerp.